# Jevgēņijs Grimailovs
Jevgēņijs Grimailovs est un joueur letton de volley-ball né le 22 septembre 1982 à Daugavpils (URSS). Il mesure 1,94 m et joue réceptionneur-attaquant. Il totalise 54 sélections en équipe de Lettonie.

## Clubs
| Club              | Pays     | De        | À         |
| ----------------- | -------- | --------- | --------- |
| Laser Riga        | Lettonie | 2004-2005 | 2007-2008 |
| Kuldigas          | Lettonie | 2008-2009 | 2008-2009 |
| Saint-Brieuc CAVB | France   | 2009-2010 | 2009-2010 |
| Cambrai VEC       | France   | 2010-2011 | 2010-2011 |